# Ајмке
Ајмке (њем. Eimke) општина је у њемачкој савезној држави Доња Саксонија. Једно је од 29 општинских средишта округа Илцен. Према процјени из 2010. у општини је живјело 918 становника. Посједује регионалну шифру (AGS) 3360007.

## Географски и демографски подаци
Ајмке се налази у савезној држави Доња Саксонија у округу Илцен. Општина се налази на надморској висини од 64 метра. Површина општине износи 82,9 km². У самом мјесту је, према процјени из 2010. године, живјело 918 становника. Просјечна густина становништва износи 11 становника/km².